# Réservoir Dozois
Le réservoir Dozois est un lac de barrage dans le centre du Québec, Canada. Il est situé dans le territoire non organisé de Réservoir-Dozois de la réserve faunique La Vérendrye. Il est alimenté par la rivière des Outaouais.

## Histoire
En 1949, la construction du barrage Bourque commence sur la rivière des Outaouais, formant le réservoir Dozois. La montée des eaux ont inondé de nombreux petits lacs, dont le lac Soulier, la baie de Déléage et le lac Dozois. Le réservoir a pris son nom du lac Dozois, qui à son tour a été nommé d'après Nazaire-Servule Dozois (1859-1932), missionnaire au Témiscamingue et adjoint général des Oblats de 1904 à 1932. Le nom du lac Dozois est utilisé depuis 1913, quand il a remplacé « Birch Lake » qui est apparu sur la carte du Québec en 1911.

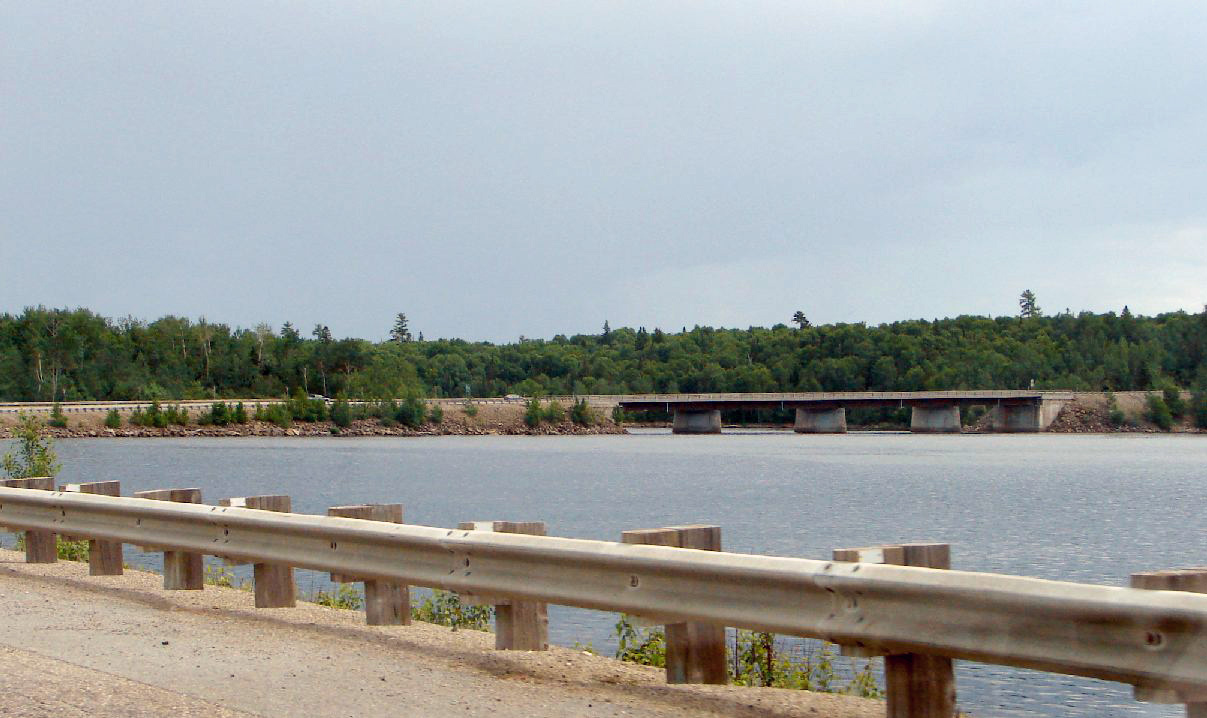
Réservoir Dozois à Route 117